# Distrikt Yarumayo
Der Distrikt Yarumayo liegt in der Provinz Huánuco in der Region Huánuco in Westzentral-Peru. Der Distrikt wurde am 17. Januar 1945 gegründet. Er erstreckt sich über eine Fläche von 61,7 km². Im Distrikt wurden beim Zensus 2017 1601 Einwohner gezählt. Im Jahr 1993 lag die Einwohnerzahl bei 2582, im Jahr 2007 bei 2668. Sitz der Distriktverwaltung ist die etwa 3000 m hoch gelegene Ortschaft Yarumayo mit 334 Einwohnern (Stand 2017). Yarumayo befindet sich 26 km westsüdwestlich der Provinzhauptstadt Huánuco.

## Geographische Lage
Der Distrikt Yarumayo befindet sich in der peruanischen Zentralkordillere im zentralen Südwesten der Provinz Huánuco. Der Río Cozo (auch Río Yarumayo), ein Zufluss des Río Huallaga, fließt entlang der südöstlichen Distriktgrenze nach Nordosten und entwässert das Areal.
Der Distrikt Yarumayo grenzt im Südwesten an den Distrikt Margos, im Westen an den Distrikt Yacus, im Norden und Nordosten an den Distrikt Quisqui sowie im Südosten an den Distrikt San Pedro de Chaulán.

## Ortschaften
Im Distrikt gibt es neben dem Hauptort folgende größere Ortschaften:
- Andas Chico
- San Francisco de Chullay (205 Einwohner)